# Magnolia sprengeri
Magnolia sprengeri är en magnoliaväxtart som beskrevs av Renato Pampanini. Magnolia sprengeri ingår i släktet Magnolia och familjen magnoliaväxter. Inga underarter finns listade i Catalogue of Life.

## Bildgalleri

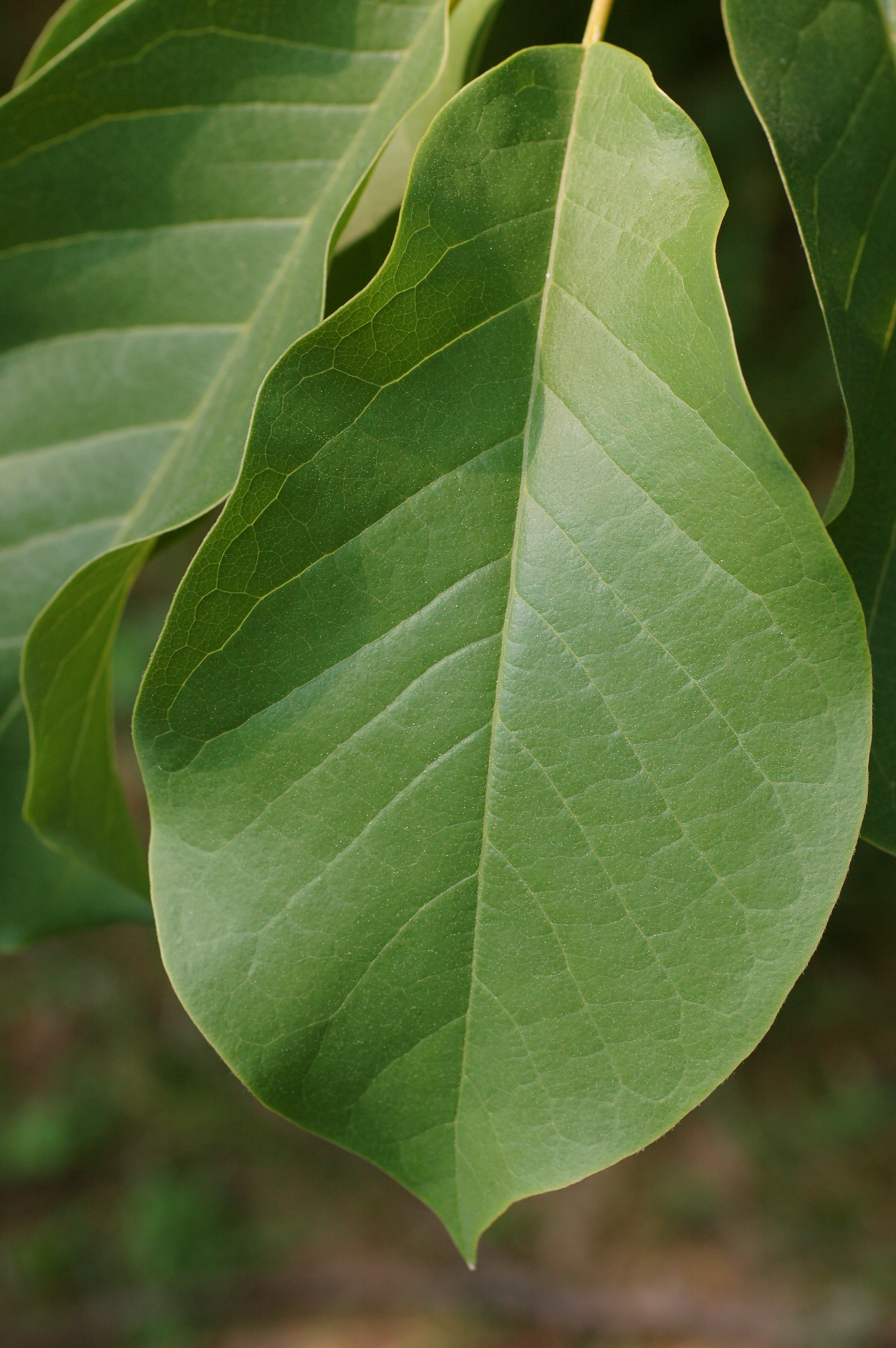
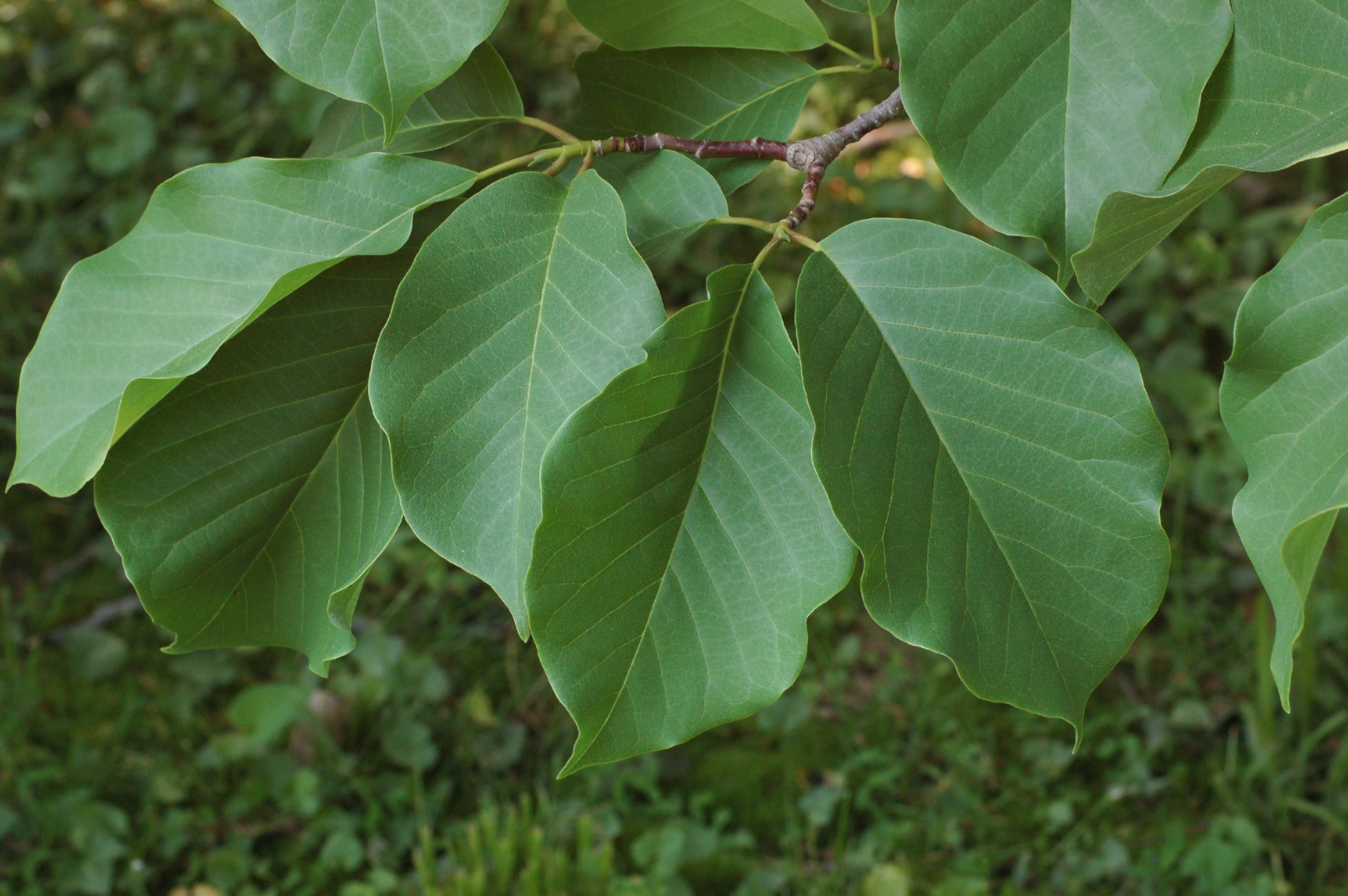
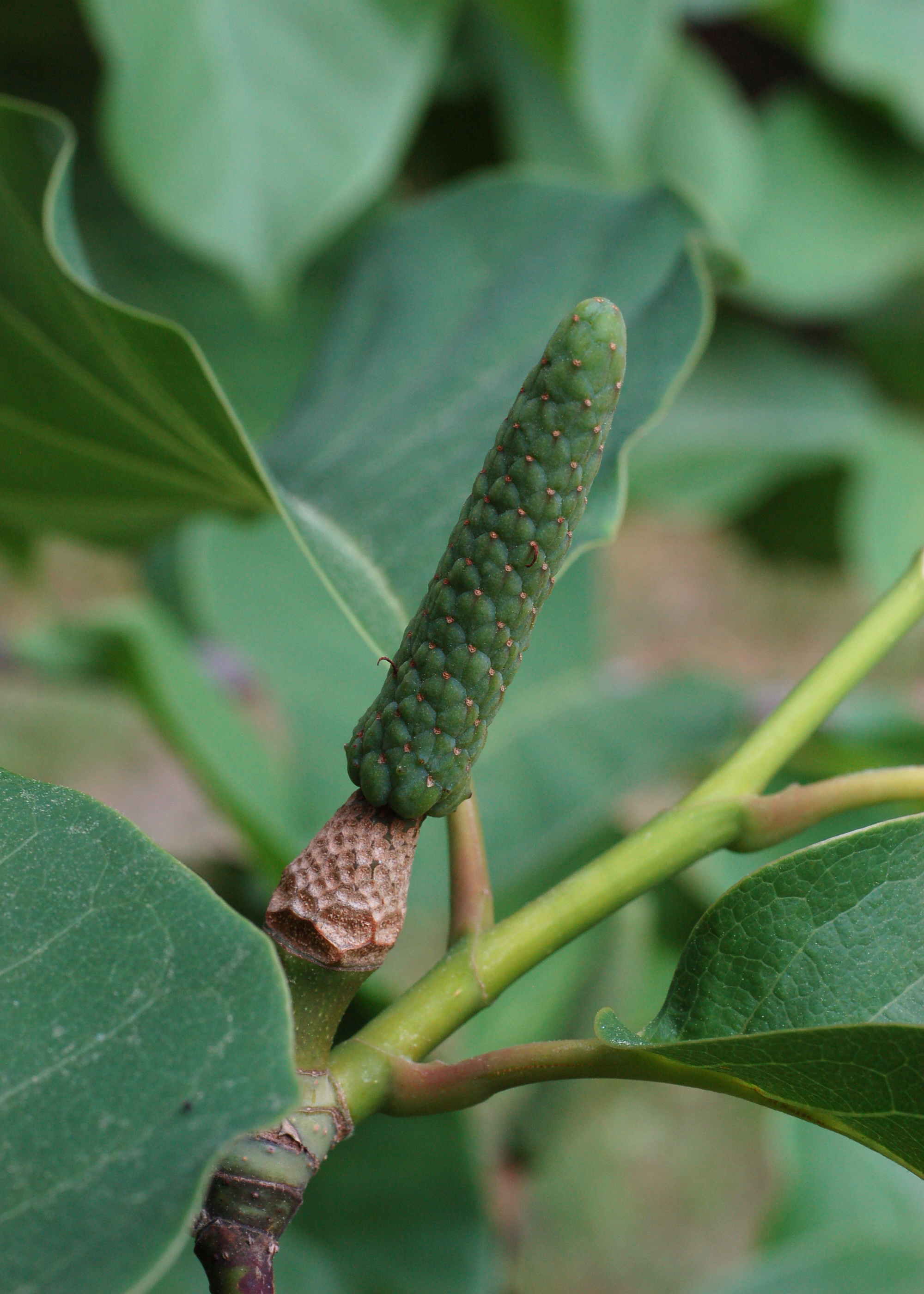
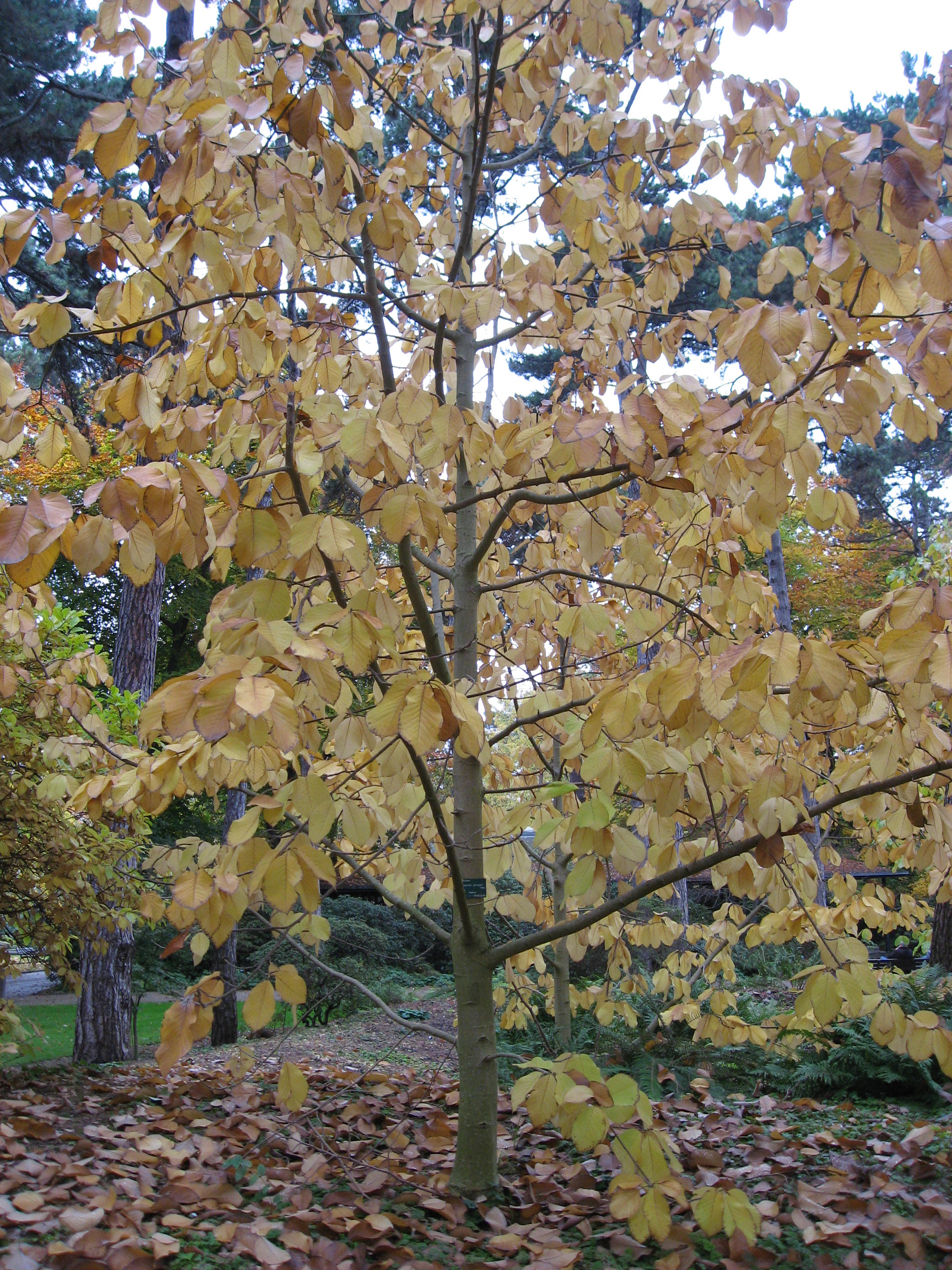
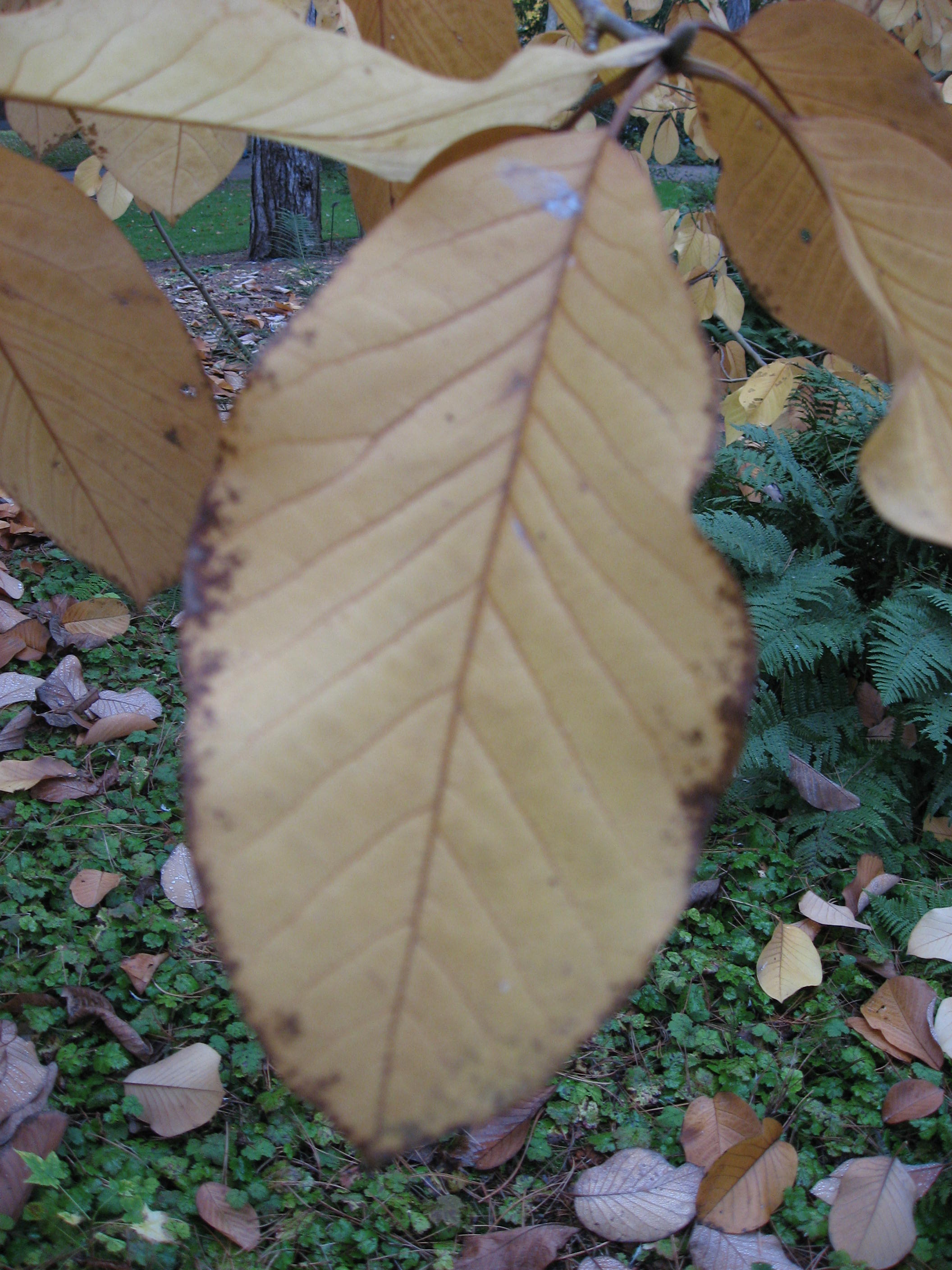
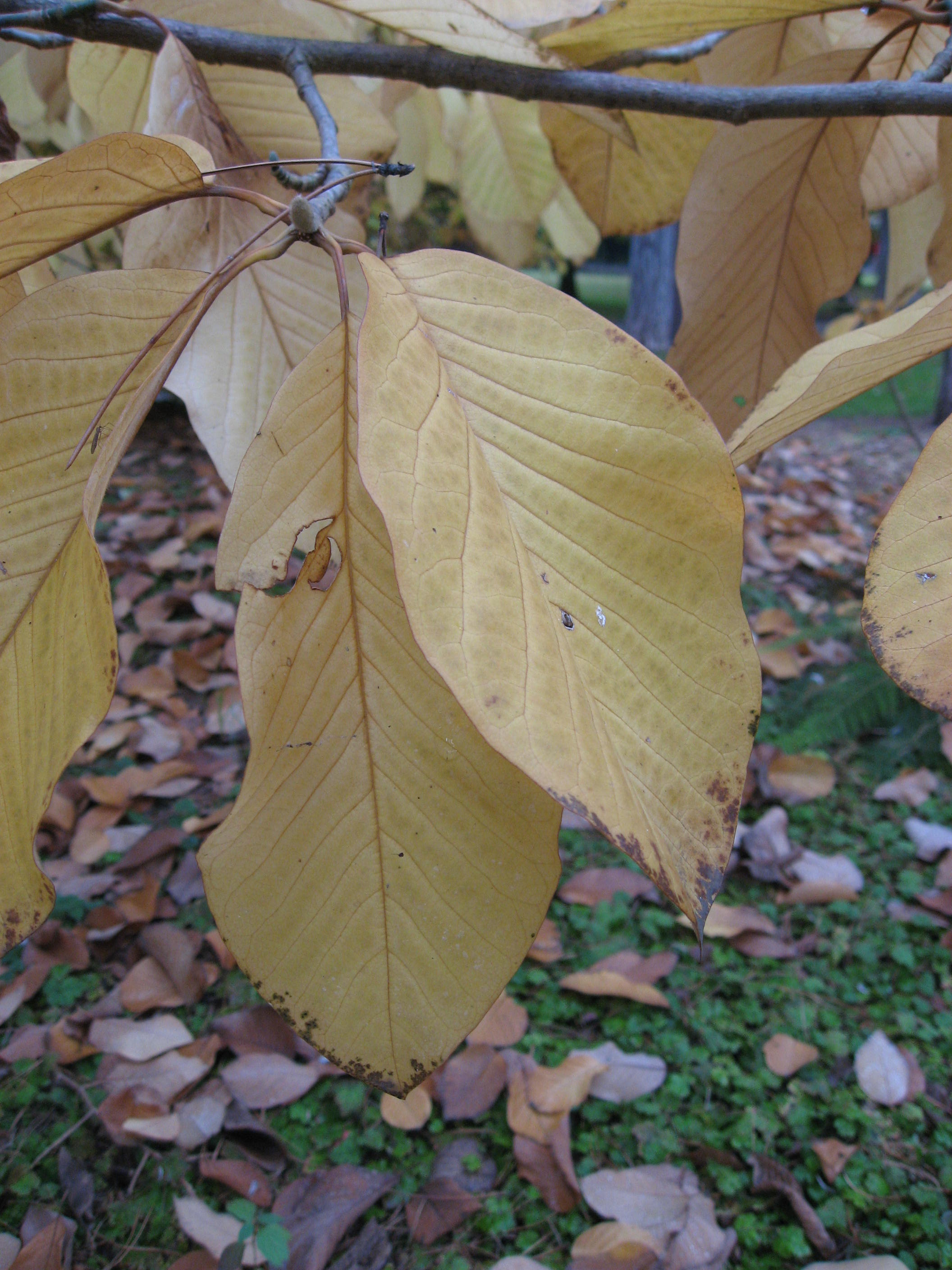